# Fort de Vincennes
Fort de Vincennes je vojenská pevnost v Paříži. Byla postavena v polovině 19. století jako součást ochrany hlavního města. Nachází ve 12. obvodu v severní části Bois de Vincennes. Pevnost je dnes využívána jako kasárna.

## Historie
Pevnost byla postavena v letech 1841–1844 jako doplnění k pařížským hradbám na obranu hlavního města.
Během prusko-francouzské války v roce 1870 byla pevnost významným bodem při obléhání Paříže.
V roce 1931 byla pevnost oddělena od zámku Vincennes stavbou ulice Cours des Maréchaux. 

## Současné využití
Pevnost Vincennes využívá ministerstvo ozbrojených sil. Od 27. června 2013 zde sídlí zaměstnanci a část rezervního praporu Île-de-France – 24. pěší pluk.